# Primera División A (Argentina)
Il Campeonato de Fútbol Femenino de Primera División A, indicato semplicemente come Primera División "A", è la massima serie del campionato argentino femminile di calcio. È l'equivalente della Primera División maschile, ed è gestita dalla federazione calcistica dell'Argentina (Asociación del Fútbol Argentino - AFA).
Noto fino al 2016 con il nome Campeonato de Fútbol Femenino, cambia il proprio nome in Primera División "A" in seguito alla nascita della seconda divisione. Il campionato è riservato alle squadre provenienti dalle città di Buenos Aires (con relativo conurbano, La Plata e Rosario. La vincitrice accede alla Coppa Libertadores, le ultime due classificate retrocedono in Primera División "B"
Il 16 marzo 2019 l'AFA annuncia la professionalizzazione del campionato, con relativo adeguamento dei contratti per le calciatrici.

## Storia
Il campionato viene fondato nel 1991 come Campeonato de Fútbol Femenino di cui facevano parte Boca Juniors, Excursionistas, Independiente, Yupanqui, Deportivo Español, Deportivo Laferrere, River Plate e Sacachispas. Il primo torneo vede la vittoria del River Plate, che trionfa con quattro punti di vantaggio davanti al Boca Juniors secondo. Il format della prima edizione prevedeva un girone di sola andata con l'assegnazione di due punti in caso di vittoria ed uno in caso di pareggio.
Nel 2001 viene implementato il meccanismo di apertura e clausura già utilizzato nel campionato maschile, che vede come primo vincitore il Boca Juniors.
Nel torneo di apertura 2008 trionfa il San Lorenzo rompendo l'egemonia di Boca Juniors e River Plate che si erano alternati al vertice della classifica fin dal primo anno di fondazione.
Per la stagione 2011-2012 vengono invitate per la prima volta delle squadre non affiliate all'AFA,  UBA e Vélez de Mercedes, e nel torneo di clausura vince il suo primo titolo l'UAI Urquiza. L'anno successivo si uniscono Excurstionistas, Fénix e General Lamadrid, che tuttavia abbandonano la lega al termine del torneo di apertura.
Nel 2015 viene nuovamente modificato il format del torneo passando ad un campionato unico lungo tutta la durata dell'anno solare e vengono aggiunti Almagro, Liniers e Defensores del Chaco.
Nel 2016 il torneo cambia denominazione diventando Primera División "A" per differenziarsi dalla neonata Segunda División B. La prima divisione, formata da 10 squadre, gioca un torneo della durata di un semestre al termine del quale viene retrocesso il Puerto Nuevo e vengono promosse Atlanta, Villa San Carlos ed El Porvenir, portando il numero di team a 12.
Nel 2017 il numero di squadre aumenta a 14 per via della retrocessione dell'Independiente e della promozione di Deportivo Morón, Excursionistas ed Hebraica. Il format del torneo cambia nuovamente passando a una prima fase con un girone all'italiana al termine del quale le prime sei classificate si affrontano in una fase di play-off a eliminazione diretta per decretare il vincitore.
Nel 2018 il formato cambia nuovamente con l'aumento delle squadre a 16 unità. I partecipanti si dividono in due gironi con sfide all'italiana al termine dei quali le migliori quattro di ogni raggruppamento si sfidano in un mini-girone sempre con sfide di andata e ritorno per decretare il vincitore. Le squadre rimanenti si sfidano in un girone analogo che vede la retrocessione delle ultime due classificate.
Nel 2019 il torneo torna ad essere a girone unificato ma viene interrotto ed in seguito annullato per via dello scoppiare della pandemia di COVID-19. Nel novembre 2020 viene inaugurato un breve torneo di transizione in preparazione alla stagione seguente.

## Organico

### Squadre 2020
Al Torneo de Transición 2020 partecipano le seguenti diciassette squadre:
- Boca Juniors
- El Porvenir
- Estudiantes
- Excursionistas
- Gimnasia Jujuy
- Huracán
- Independiente
- Lanús
- Platense
- Racing Club
- River Plate
- Rosario Central
- San Lorenzo
- SAT
- UAI Urquiza
- Def. de Belgrano
- Villa San Carlos

## Statistiche

### Albo d'oro
Lista dei campioni di Argentina per stagione.
| Stagione                      | Vincitore                                    | Secondo posto                                |
| Campeonato de Fútbol Femenino | Campeonato de Fútbol Femenino                | Campeonato de Fútbol Femenino                |
| ----------------------------- | -------------------------------------------- | -------------------------------------------- |
| 1991                          | River Plate                                  | Boca Juniors                                 |
| 1992                          | Boca Juniors                                 | River Plate                                  |
| 1993                          | River Plate                                  | Boca Juniors                                 |
| 1994                          | River Plate                                  | Boca Juniors                                 |
| 1995                          | River Plate                                  | Boca Juniors                                 |
| 1996                          | River Plate                                  | Boca Juniors                                 |
| 1997                          | River Plate                                  | Boca Juniors                                 |
| 1998                          | Boca Juniors                                 | River Plate                                  |
| 1999                          | Boca Juniors                                 | River Plate                                  |
| Apertura 2001                 | Boca Juniors                                 | River Plate                                  |
| Clausura 2002                 | Boca Juniors                                 | Independiente                                |
| Apertura 2002                 | River Plate                                  | Independiente                                |
| Clausura 2003                 | River Plate                                  | Independiente                                |
| Apertura 2003                 | Boca Juniors                                 | River Plate                                  |
| Clausura 2004                 | Boca Juniors                                 | River Plate                                  |
| Apertura 2004                 | Boca Juniors                                 | San Lorenzo                                  |
| Clausura 2005                 | Boca Juniors                                 | San Lorenzo                                  |
| Apertura 2005                 | Boca Juniors                                 | San Lorenzo                                  |
| Clausura 2006                 | Boca Juniors                                 | San Lorenzo                                  |
| Apertura 2006                 | Boca Juniors                                 | San Lorenzo                                  |
| Clausura 2007                 | Boca Juniors                                 | San Lorenzo                                  |
| Apertura 2007                 | Boca Juniors                                 | River Plate                                  |
| Clausura 2008                 | Boca Juniors                                 | River Plate                                  |
| Apertura 2008                 | San Lorenzo                                  | Boca Juniors                                 |
| Clausura 2009                 | River Plate                                  | Boca Juniors                                 |
| Apertura 2009                 | Boca Juniors                                 | San Lorenzo                                  |
| Clausura 2010                 | River Plate                                  | Boca Juniors                                 |
| Apertura 2010                 | Boca Juniors                                 | River Plate                                  |
| Clausura 2011                 | Boca Juniors                                 | River Plate                                  |
| Apertura 2011                 | Boca Juniors                                 | Estudiantes                                  |
| Clausura 2012                 | UAI Urquiza                                  | Boca Juniors                                 |
| Apertura 2012                 | Boca Juniors                                 | River Plate                                  |
| Clausura 2013                 | Boca Juniors                                 | UAI Urquiza                                  |
| Inicial 2013                  | Boca Juniors                                 | San Lorenzo                                  |
| Final 2014                    | UAI Urquiza                                  | Boca Juniors                                 |
| 2015                          | San Lorenzo                                  | UAI Urquiza                                  |
| Primera División A            |                                              |                                              |
| 2016                          | UAI Urquiza                                  | Boca Juniors                                 |
| 2016-2017                     | River Plate                                  | Boca Juniors                                 |
| 2017-2018                     | UAI Urquiza                                  | Boca Juniors                                 |
| 2018-2019                     | UAI Urquiza                                  | Boca Juniors                                 |
| 2019-2020                     | Annullato a causa della pandemia di COVID-19 | Annullato a causa della pandemia di COVID-19 |
| Transición 2020               | Boca Juniors                                 | River Plate                                  |
| Apertura 2021                 | San Lorenzo                                  | Boca Juniors                                 |
| Clausura 2021                 | Boca Juniors                                 | UAI Urquiza                                  |
| 2022                          | Boca Juniors                                 | UAI Urquiza                                  |
| 2023                          | Boca Juniors                                 | UAI Urquiza                                  |

## Statistiche

### Titoli per club
| Squadra      | Titoli | Stagioni |
| ------------ | ------ | --- |
| Boca Juniors | 27     | 1992, 1998, 1999, 2000, 2001 (A), 2002 (C), 2003 (A), 2004 (C), 2004 (A), 2005 (C), 2005 (A), 2006 (C), 2007 (A), 2007 (C), 2007 (A), 2008 (C), 2009 (A), 2010 (A), 2011 (C), 2011 (A), 2012 (A), 2013 (C), 2013 (A), 2020 (T), 2021 (C), 2022, 2023 |
| River Plate  | 11     | 1991, 1993, 1994, 1995, 1996, 1997, 2002 (A), 2003 (C), 2009 (C), 2010 (C), 2016-2017 |
| UAI Urquiza  | 5      | 2012 (C), 2014, 2016, 2017-2018, 2018-2019 |
| San Lorenzo  | 3      | 2008 (A), 2015, 2021 (A) |